# Graddonidiscus coruscatus
Graddonidiscus coruscatus är en svampart som först beskrevs av Graddon, och fick sitt nu gällande namn av Raitv. & R. Galán 1992. Graddonidiscus coruscatus ingår i släktet Graddonidiscus och familjen Hyaloscyphaceae.   Inga underarter finns listade i Catalogue of Life.